# Muscari
Muscari é um gênero da família Asparagaceae.